# Santa Dorotea (Rom)
Santa Dorotea, auch Santi Silvestro e Dorotea, ist eine römisch-katholische Kirche in Rom. In ihrer heutigen Form entstammt sie der Mitte des 18. Jahrhunderts auf den Resten einiger Vorgängerbauten. Sie ist Pfarrkirche und Klosterkirche der Franziskaner-Minoriten. Die im Kloster lebenden Bruderschaften spielten sowohl für die Gründung der Ordensgemeinschaften der Theatiner als auch der Piaristen eine wichtige Rolle. Ungewöhnlich für römische Kirchen ist die Grundstruktur Santa Doroteas, sie stellt eine Mischung aus Zentralbau und einschiffigem Langhaus dar.

## Lage und Namensgebung
Die Kirche liegt auf der rechten Tiberseite im XIII. römischen Rione Trastevere, etwa 200 Meter westlich der Tiberbrücke Ponte Sisto. Ursprünglich war ein Vorgängerbau dem Hl. Silvester geweiht, so erwähnt als San Silvestro della Malva, das zusätzliche Patrozinium der hl. Dorothea erscheint erstmals 1492, setzte sich aber im Laufe der folgenden Jahrhunderte durch. Beide Kirchenpatrone erscheinen auch in einer spanischen Quelle des 16. Jahrhunderts.

## Geschichte und Baugeschichte
Es ist letztlich nicht geklärt, wann an dieser Stelle ein erstes Kirchengebäude entstand. Genannt werden das 4., 8. und 11. Jahrhundert. Erstmals urkundlich erwähnt wird die Kirche in einer Bulle des Papstes Calixtus II. von 1123, sie war damals wohl Filialkirche von Santa Maria in Trastevere. 1475 wurde sie entweder grundlegend erneuert oder neu errichtet. Über das Aussehen sind Beschreibungen überliefert, sie war dreischiffig bei einer Länge von 10,48 Metern, einer Breite von 5,56 Metern und einer Höhe von 7,36 Metern.  Die von einem genuesischen Notar gegründete Bruderschaft Compagnia del Divino Amore – lat.: Confraternitas Presbytorum et Clericorum ac Laicorum sub invocatione Divini Amoris – ist seit 1513 in Rom nachweisbar, sie vereinigte sich 1516/17 mit der Pfarrei der Kirche. Verbindungen zu San Giacomo degli Incurabili sind bekannt. Die Bruderschaft ging zwar in den Wirren des Sacco di Roma 1527 unter, aber zwei ihrer Mitglieder, der damalige Kardinal und spätere Papst Paul IV. und der spätere Heilige Kajetan von Thiene, gründeten 1524 den Theatinerorden. 1597 errichtete Joseph von Calasanza in den Räumen des Klosters die erste öffentliche und kostenlose Knabenschule Europas, was als Beginn des Piaristenordens gesehen wird. Noch vor 1718 wurde die Kirche restauriert und möglicherweise zumindest teilweise freskiert. Die Franziskaner-Minoriten erwarben die Kirche durch Kauf 1729 und weiteres benachbartes Gelände, ebenfalls durch Kauf 1734. Ein völliger Neubau wurde 1750 beschlossen und ab 1751 unter Giovanni Battista Nolli begonnen, er liegt auch in der Kirche begraben. Vollendet wurde der Bau – bis auf die sechs Seitenaltäre – im Oktober 1756. Nach einem zwischenzeitlichen Besitz der Kamillianer von 1798 bis 1800 wurde den Franziskanern der Besitz endgültig 1818 übertragen. Restaurierungen folgten 1879 und 1931, bei der zweiten Restaurierung wurden abermals Fresken in der Kirche gemalt.

## Kardinalpriester

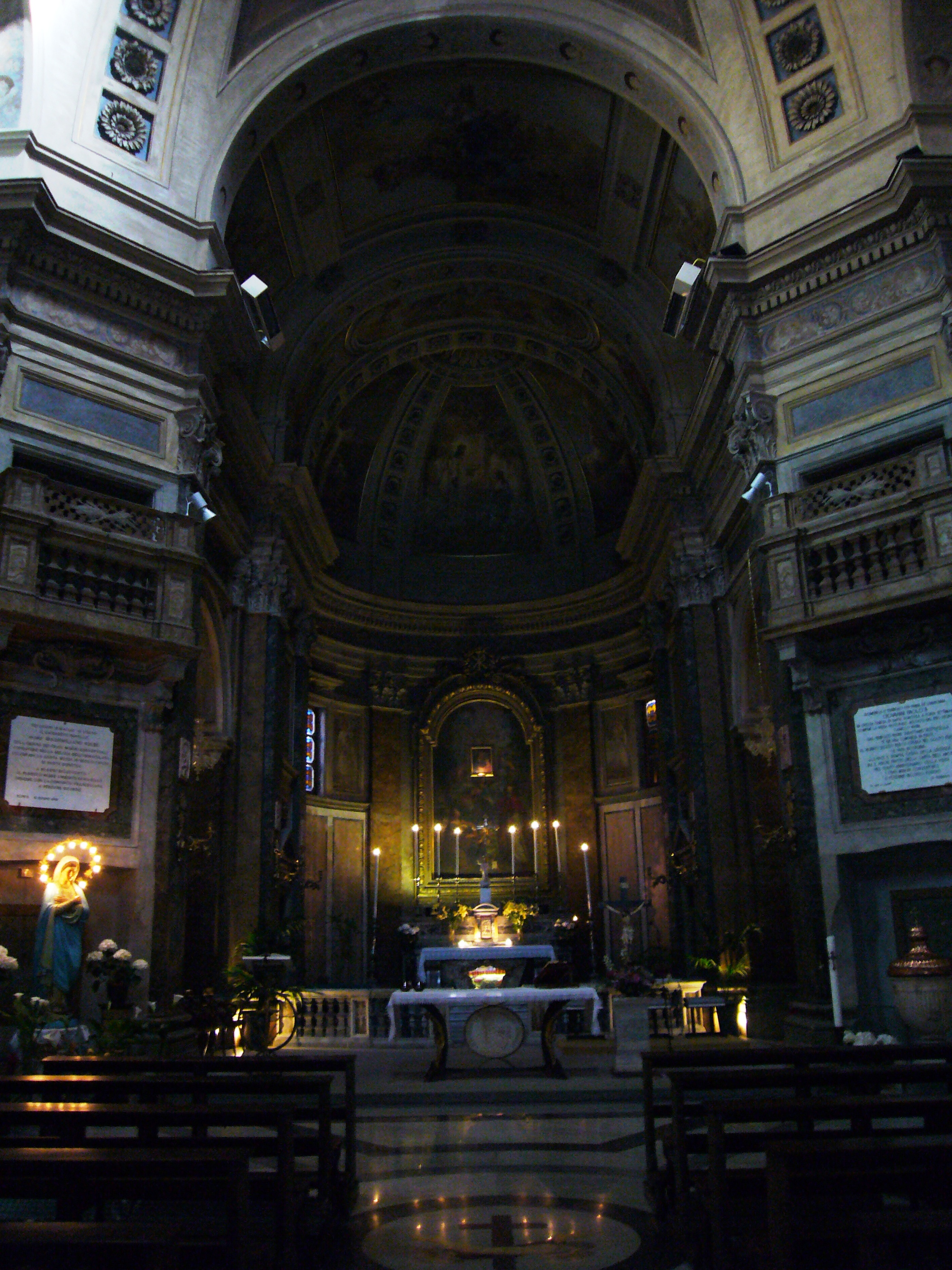
Blick zum Hauptaltar

Am 12. Juni 2014 wurde Santa Dorotea zur Titelkirche erhoben. Bisherige Kardinalpriester waren:
- Javier Kardinal Lozano Barragán (12. Juni 2014 – 20. April 2022)
- Jorge Enrique Kardinal Jiménez Carvajal CIM (seit 27. August 2022)

## Fassade
Die Fassade ist einachsig und eingeschossig, sie ist eine der letzten römischen Kirchenfassaden, die konkav erbaut wurde. Das Portal, die Inschrift oberhalb und das eingefügte Fenster werden von jeweils zwei breiten, doppelt gestellten Pilastern mit Kapitellen nach Kompositordnung flankiert, wobei die äußeren Pilaster nochmals hinterlegt sind. Das leicht verkröpfte Gesims stützt den tiefliegenden, zweimal gestaffelten Dreiecksgiebel. Die Inschrift lautet: OMNIPOTENTI DEO / IN HONOREM / S.S. SYLVESTRI PAPAE / AC / DOROTHEAE VIRGINIS / ET MARTYRIS („Dem allmächtigen Gott zu Ehren der hll. Papst Silvester und der Jungfrau und Märtyrin Dorothea“). Im Segmentgiebel des Portals befindet sich ein Symbol der Franziskaner, zwei gekreuzte Arme mit einem Kreuz darüber, das Symbol findet sich wieder im Mittelteil des Fußbodens unter der Kuppel.

## Inneres und Ausstattung
Das Innere der Kirche ist ein Kompromiss aus einem zentralen Kuppelbau und einer einschiffigen Saalkirche, in der Literatur beschrieben als „gedehntes Zentralbauschema“. Der langgestreckte Raum wird strukturiert durch die Joche der Gewölbe, je eines kleineren unmittelbar nach dem Eingang beziehungsweise vor der Apsis sowie jeweils ein größeres in den Elementen zwischen diesen und dem zentralen Kuppelraum. Alle Joche sind als Tonnengewölbe ausgeführt, mit Ausnahme des Kuppelraumes. Die eingestellten Pilaster tragen einheitlich Kapitelle nach Kompositordnung, die Gurtbögen gliedern letztlich den Raum. Das durchlaufende, verkröpfte Gesims ist mit einem Zahnschnitt versehen. Die Marmorierung freier Flächen ist nicht echt, es handelt sich um gemalten Marmor aus dem 19. Jahrhundert – in ihrer ursprünglichen Gestalt war die Kirche im Innenraum weiß.
Die Kuppel ist in Form einer Hängekuppel gestaltet, sie ist mit Rippen gegliedert, in deren Feldern Rosetten eingelassen sind. Die Fresken im Kuppelraum stellen dar: die Vision des hl. Antonius, eine Glorie des hl. Franziskus von Assisi, gefolgt von einem Bild dieses Heiligen, Franziskus, nach Assisi fliegend und abschließend der Tod der hl. Klara.
Die Tonne des rechten Querarms enthält drei Fresken aus dem 20. Jahrhundert, es handelt sich um Darstellungen des hl. Josef von Calasanz – rechts –, mittig der hl. Pudentiana und links des hl. Kajetan von Thiene und des sel. Andreas von Segni.
Im dritten Altar rechts befindet sich im Altarblatt ein Gemälde des österreichischen Malers Georg Kaspar Brenner aus dem 18. Jahrhundert. Es stellt die Empfängnis Mariens dar.
Die Apsis entstammt noch dem Vorgängerbau, in das großformatige zentrale Gemälde der Kirchenpatrone ist ein älteres Marienbild mit plastisch herausgearbeiteten Silberkronen Mariens und Jesu eingelassen.
Der linke Querhausarm enthält Grabstelen des 19. Jahrhunderts, auf dem Altarblatt ein Gemälde Ekstase des hl. Franz von Assisi, eine Stiftung von Nero Kardinal Corsini aus dem Jahr 1760.
Im ersten Altar links befindet sich eine Darstellung des hl. Josef von Copertino aus der ersten Hälfte des 17. Jahrhunderts, eine Arbeit des florentinischen Malers Vincenzo Meucci.

## Orgel

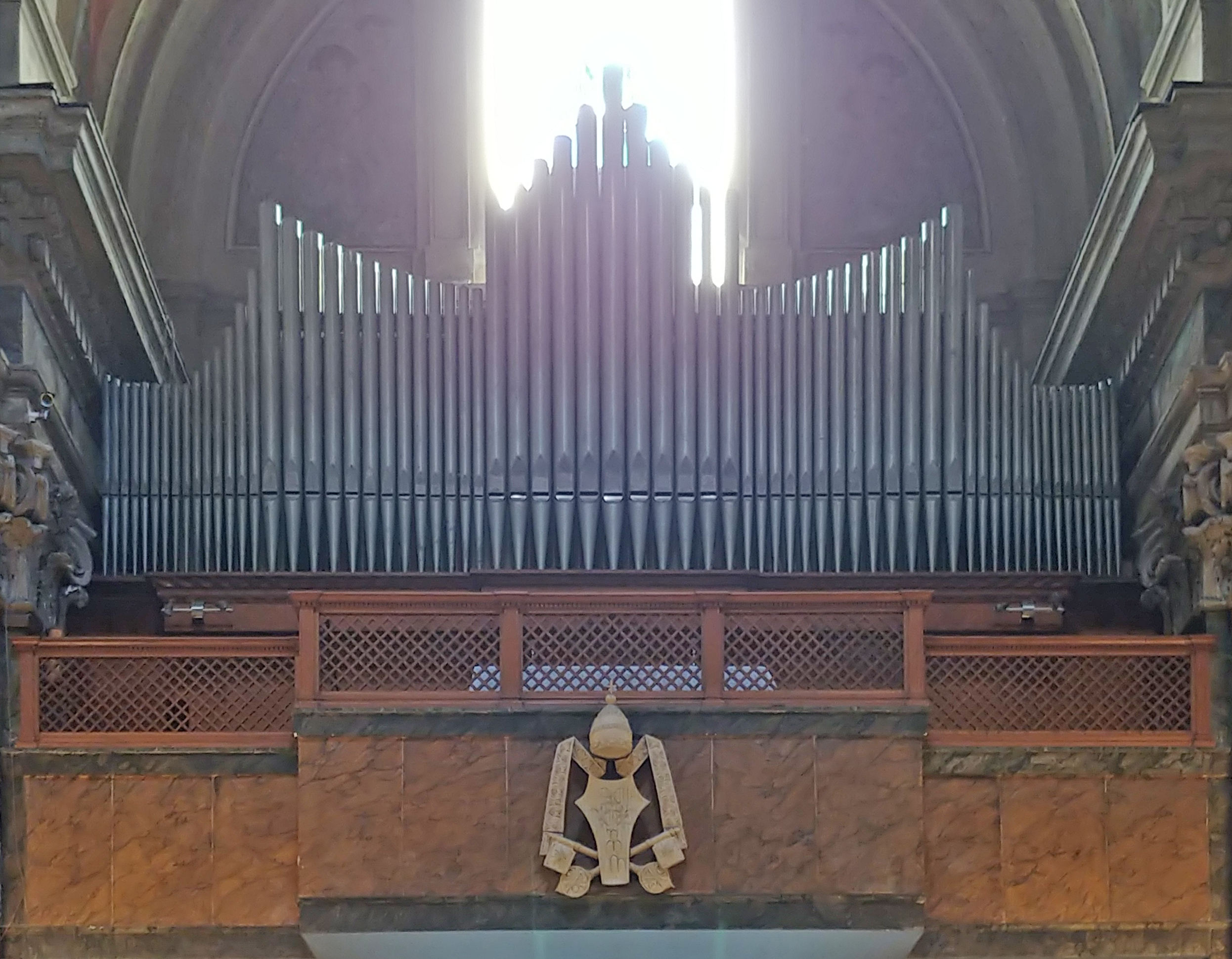
Orgelprospekt

Die Orgel wurde 1963 von der Orgelbaufirma Fratelli Ruffatti erbaut. Das Instrument hat 24 Register auf zwei Manualen und Pedal. Die Spiel- und Registertrakturen sind elektrisch.
| I Grand'Organo C-c4 |       |
| Principale          | 8′    |
| Flauto              | 8′    |
| Salicionale         | 8′    |
| Ottava              | 4′    |
| Decima quinta       | 2′    |
| Ripieno V           | 1 ⁄3′ |
| Voce umana          | 8′    |

| II Espressivo C-c4    |       |
| Principale            | 8′    |
| Bordone               | 8′    |
| Voce celeste II       | 8′    |
| Principalino          | 4′    |
| Flauto                | 4′    |
| Ottavina              | 2′    |
| Decima nona           | 1 ⁄3′ |
| Vigesima seconda      | 1′    |
| Ripieno combinato III | 2′    |
| Cornetta II           | 2 ⁄3′ |
| Oboe                  | 8′    |
| Tremolo               |       |

| Pedale C-g1      |     |
| Contrabbasso     | 16′ |
| Subbasso         | 16′ |
| Basso dolce      | 8′  |
| Bordone          | 8′  |
| Ottava           | 4′  |
| Dolce (aus G.O.) | 8′  |